# Glee: The Music Presents Glease
Glee: The Music Presents Glease je extended play k americkému televiznímu hudebnímu seriálu Glee. Album obsahuje coververze devíti písní z muzikálu Pomáda, které zazněly v epizodách Ano/Ne, The Role You Were Born to Play a Glease. Album bylo ve Spojených státech vydáno dne 6. listopadu 2012 prostřednictvím vydavatelství Columbia Records.

## Tracklist
| Pořadí | Název                               | Délka |
| ------ | ----------------------------------- | ----- |
| 1.     | Hopelessly Devoted to You           | 3:01  |
| 2.     | Born to Hand Jive                   | 2:43  |
| 3.     | Greased Lightning                   | 3:13  |
| 4.     | Look at Me I'm Sandra Dee           | 1:38  |
| 5.     | Beauty School Drop Out              | 3:59  |
| 6.     | Look at Me I'm Sandra Dee (Reprise) | 1:27  |
| 7.     | There Are Worse Things I Could Do   | 2:21  |
| 8.     | You're the One That I Want          | 2:47  |
| 9.     | Summer Nights                       | 3:36  |

## Interpreti
(v abecedním pořadí)
- Jacob Artist
- Melissa Benoist
- Darren Criss
- Kate Hudson (speciální hostující hvězda, sólo v písní "There Are Worse Things I Could Do")
- Blake Jenner
- Samuel Larsen
- Vanessa Lengies
- Kevin McHale
- Lea Michele
- Cory Monteith
- Heather Morris
- Alex Newell
- Amber Riley
- Naya Rivera
- Harry Shum mladší
- Becca Tobin
- Jenna Ushkowitz